# Vzducholoď

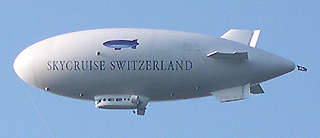
Malá moderní vzducholoď

Vzducholoď je letadlo lehčí než vzduch (aerostat), nebo také řiditelný balón. Vzducholoď mívá obvykle doutníkový tvar, a bývá vybavena jedním či více motory.

## Historie

### Před 1. světovou válkou

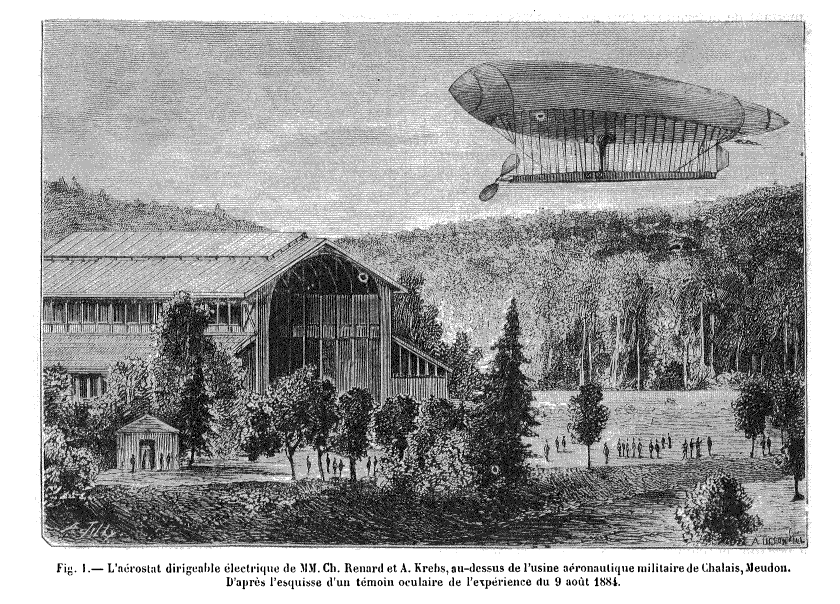
Vzducholoď La France z roku 1884

První teoretický návrh řiditelné vzducholodi pochází z roku 1783 (kdy vzlétl první balón bratří Montgolfierů), a vytvořil jej Jean-Baptiste-Marie Meusier. V té době byla její stavba nerealizovatelná pro neexistenci vhodného motoru.
První skutečně fungující vzducholoď sestrojil až v roce 1852 Henri Giffard. Vybavil ji lehkým parním strojem vlastní konstrukce, ale byla řiditelná jen za úplného bezvětří.
Dalším krokem vpřed byla vzducholoď La France. Byla poháněna elektromotorem, vzlétla roku 1884 a byla první, která se byla schopna vrátit i proti slabému větru.
V roce 1897 vzlétla první vzducholoď poháněná spalovacím motorem. Zášleh plamene z motoru ale způsobil její požár a smrt vynálezce i posádky. Ve stejném roce se vznesla i unikátní celokovová (hliníková) vzducholoď Davida Schwarze. Ta ale krátce po startu havarovala vinou nezkušeného pilota.
Další historie je pak spojena především s hrabětem Ferdinandem von Zeppelinem. Inspiroval se úspěchy i nezdary svých předchůdců. Využil především Schwarzova nápadu využití hliníkové kostry. První úspěšný let jeho 127 metrů dlouhé ztužené vzducholodi LZ 1 proběhl 17. října 1900 nad Bodamským jezerem.
Před první světovou válkou byly vzducholodi dále zdokonalovány. Od roku 1910 pak začaly sloužit i civilní letecké přepravě.

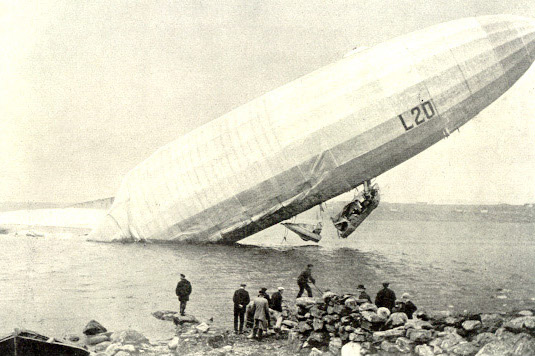
Nouzové přistání německé vzducholodě L.20 v Norsku 3. 5. 1916

### Během 1. světové války
Za první světové války vzducholodě široce používaly Francie, Itálie, Německo, Rusko, USA a Velká Británie. Osvědčily se zejména pro dálkový průzkum, nebo jako první strategické bombardéry. Německé vzducholodě typu Zeppelin podnikaly dlouhé lety do Anglie, kde bombardovaly průmyslové, ale i civilní cíle. Kromě tohoto typu vyrábělo Německo vzducholodě typu Schütte-Lanz či Parseval. Francie, která byla na počátku 1. světové války druhým největším producentem vzducholodí, měla stroje od firem Astra, Chalais-Meudon, Zodiac a jiných. V průběhu války docházelo k postupnému zdokonalování letadel těžších vzduchu, která vytláčela vzducholodi do pozadí. Ty však zůstávaly ve výzbroji armád i nadále. Německo bylo po válce nuceno postoupit své vzducholodě vítězným mocnostem jako reparace.

### V období mezi světovými válkami

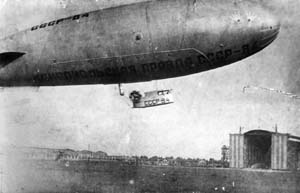
Sovětská vzducholoď Komsomolskaja Pravda

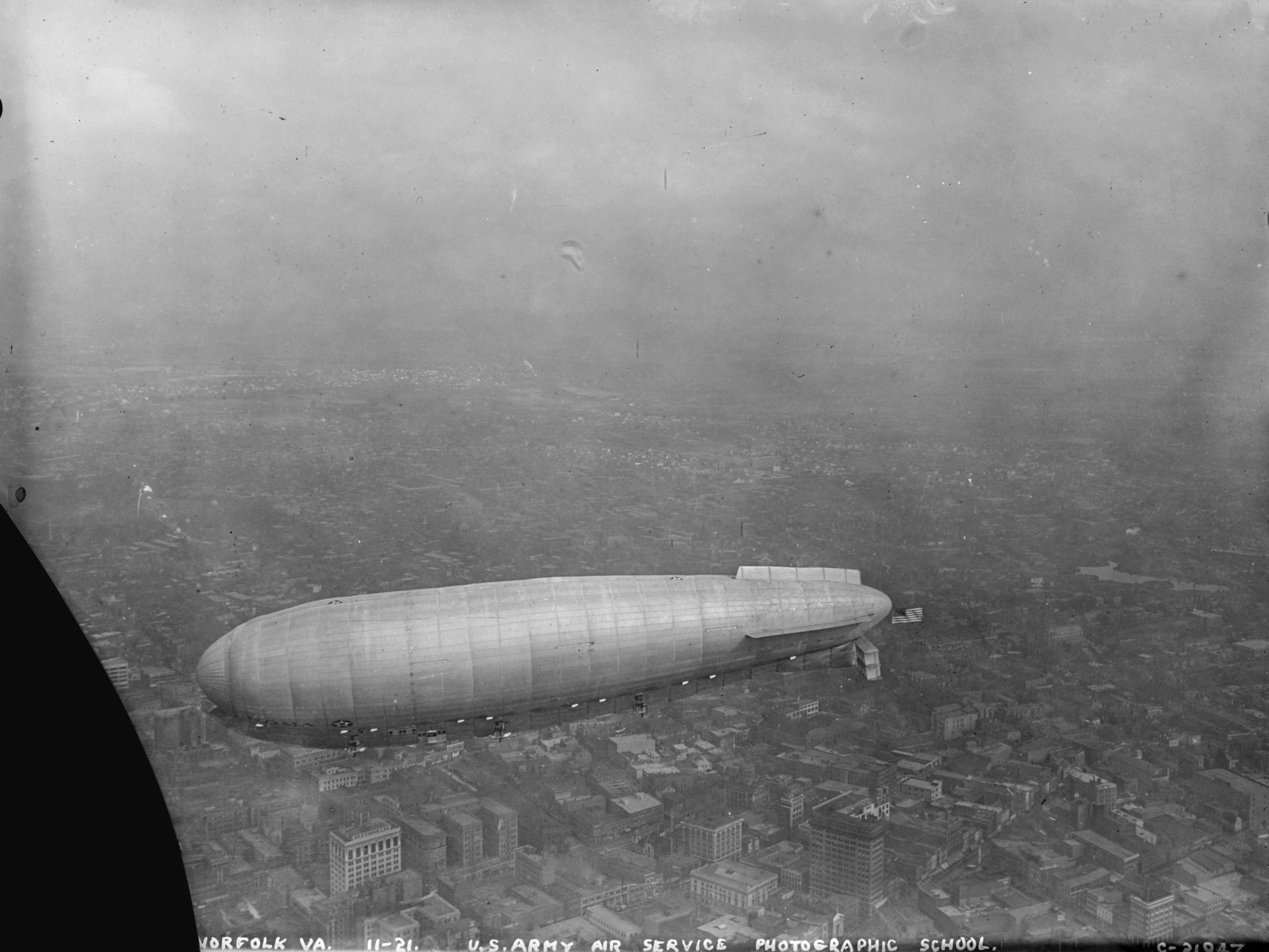
Italská vzducholoď Roma

Po válce vývoj vzducholodí dále pokračoval. 2. července 1919 odstartovala britská vzducholoď R 34 k prvnímu úspěšnému přeletu Atlantiku ve směru Evropa-Amerika. (V opačném směru přeletěla posádka upraveného bombardéru Vickers Vimy o pouhé 2 týdny dříve). To podnítilo nadšení pro stavbu dalších vzducholodí, které ale poněkud ochablo po sérii katastrof v Británii a USA. Tyto katastrofy byly z části způsobeny vysoce vznětlivým vodíkem, který tvořil jejich náplň. Mohl je ohrozit zkrat v palubní elektroinstalaci, úder blesku, nekázeň posádky či zášleh z výfuku motoru. Z bezpečnostních důvodů měly proto vzducholodě motory v gondolách mimo hlavní těleso a na palubách se nesmělo kouřit.
Vzducholodě byly využívány i pro vědecký výzkum. Připomeňme alespoň výpravy Umberta Nobileho ve vzducholodích Norge (20. května 1926 dosáhl severního pólu) a Italia (ztroskotala 25. května 1928 při návratu ze severního pólu; na palubě byl i český fyzik František Běhounek).
Ve třicátých letech 20. století bylo postaveno několik obřích dopravních a vojenských vzducholodí. Nejúspěšnější z nich byla vzducholoď Graf Zeppelin. Prakticky až do začátku 2. světové války zajišťovala transatlantickou dopravu a podnikla mnoho výzkumných a propagačních letů.
Za konec éry velkých dopravních vzducholodí je považována katastrofa vzducholodi Hindenburg 6. května 1937.

### Během 2.světové války
Během 2. světové války byly ještě vzducholodi používány k protiponorkovému hlídkování, ale jejich význam postupně upadal. Americká armáda měla jako poslední ve výzbroji vzducholodě až do konce 50. let 20. století. Havárie moderní radiolokační vzducholodě typu ZPG-3W v roce 1960 byla ale definitivní tečkou i za jejich armádním použitím. 28. června 1961 byla americká námořní vzduchoplavba zrušena a o rok později byly všechny vzducholodě vyřazeny ze služby.

## Současnost

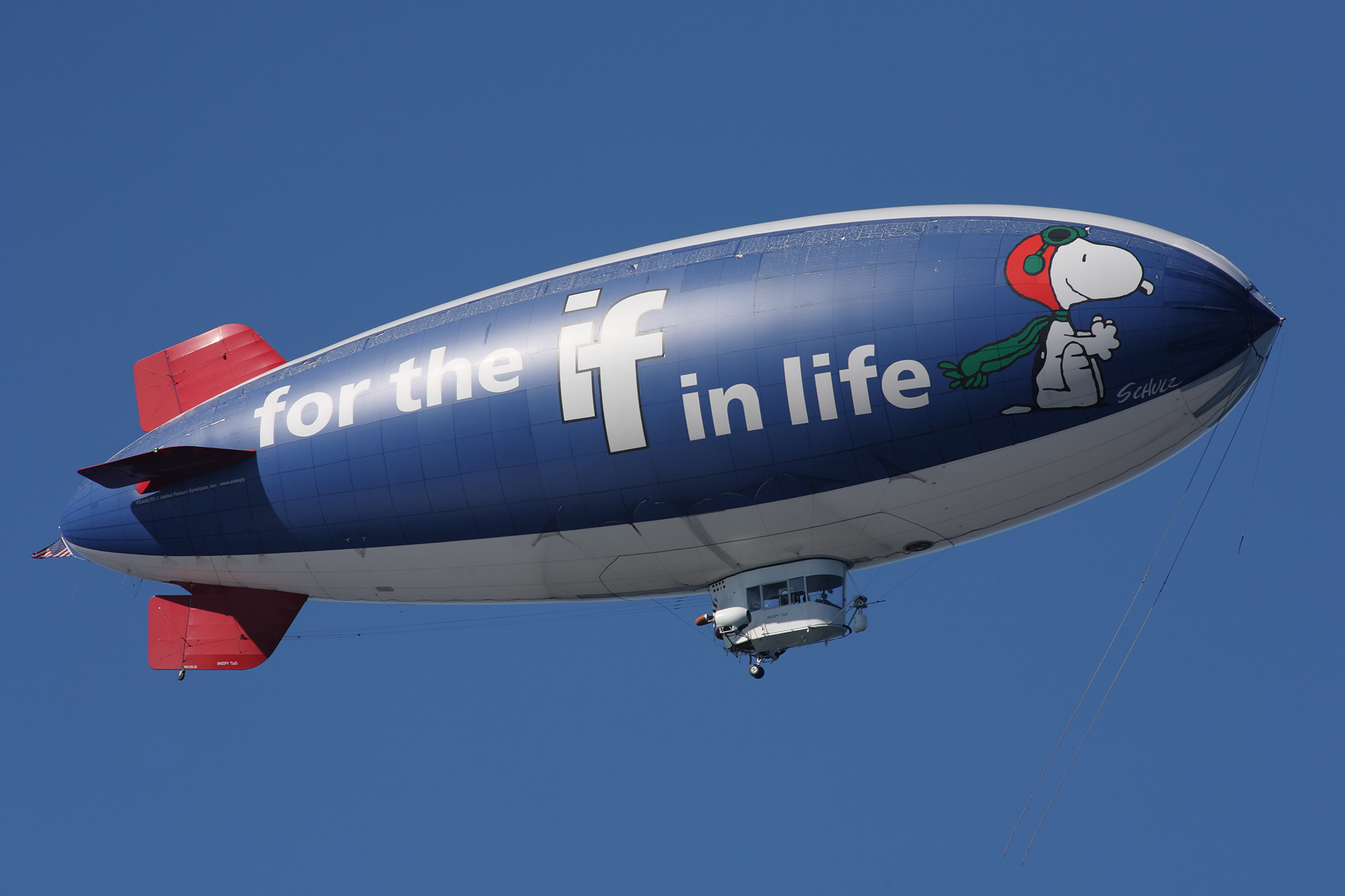
Americká vzducholoď MetLife

Na přelomu století byla doprava vzducholoděmi zanedbatelná a vzducholodě byly používány prakticky jen jako „vzduchem plující reklama“; naskytla se ale možnost používat je i pro jiné účely.

### Osobní doprava
Některé dopravní společnosti stále plánují využití moderních vzducholodí jak pro přepravu osob (zde zejména pro turistické či rekreační vyhlídkové lety) tak pro dopravu nákladů. Vzducholodě se v těchto plánech jeví být technicky a ekonomicky výhodné zejména pro dopravu těžkých a rozměrných nákladů, jejichž přeprava po zemi či po moři bývá technicky komplikovaná a drahá. Moderní vzducholodě jsou dnes bez výjimky plněny netečným plynem heliem, který je z provozního hlediska stroje velmi bezpečný.
Ambiciózní pokus o vzkříšení velkých vzducholodí v Německu na přelomu 20. a 21. století skončil finančním nezdarem. Postavený hangár byl přebudován na akvapark Tropical Islands.

### Nákladní doprava
Lety vzducholodí řídí lidé pomocí moderní elektroniky a avioniky za pomocí satelitní navigace a moderní výpočetní techniky. Existují i plány na přepravu některých surovin, zejména zemního plynu, a to pomocí velkého počtu speciálních nákladních vzducholodí zapřažených do skupin (tedy do jakýchsi zvláštních vzducholodních vlaků).

### Pozorovací vzducholodě
Zejména ve Spojených státech se uvažuje o širším použití vzducholodí pro pozorovací účely a to ve spolupráci s tamním úřadem Homeland Security Office. Nasazeny bývají při výjimečných akcích, nad místy, kde se mají shromáždit davy lidí (jako například koncert Madonny v listopadu 2008 nebo sjezd republikánů v New Yorku před volbami prezidenta ze srpna téhož roku a s ním paralelně probíhající protiválečné protesty). Pozorovací vzducholoď byla v roce 2004 testována např. nad Washingtonem nebo New Yorkem, kde přímo spolupracovala s policií. Použití vzducholodí pro pozorovací  účely bylo též přibližně v roce 2004 naplánováno pro americké a spojenecké jednotky v Iráku a minimálně od roku 2005 realizováno. Výhodou pro toto použití např. proti vrtulníkům je výrazná úspora paliva a schopnost vzducholodí pohybovat se na daném místě několik desítek hodin.

## Typy vzducholodí
- Neztužená vzducholoď („Parseval“ nebo též „blimp“) – bez pevné kostry
- Poloztužená vzducholoď – s pevným kýlem
- Ztužená vzducholoď („Zeppelin“) – s pevnou kostrou celého tělesa
- Hybridní vzducholoď